# Amphipoea cinerago
Amphipoea cinerago là một loài bướm đêm trong họ Noctuidae.